# Index Catalogue of Visual Double Stars
L'Index Catalogue of Visual Double Stars, o IDS, és un catàleg d'estrelles dobles. Va ser publicat per l'Observatori Lick el 1963 i conté mesures de 64.250 objectes, cobrint el cel sencer.
La base de dades que es va utilitzar per construir aquest catàleg es va traslladar més tard de l'Observatori Lick a l'Observatori Naval dels Estats Units, on es va convertir en la base del Catàleg d'Estrelles Dobles Washington.